# Schleuse Wanne-Eickel
Die Schleuse Wanne-Eickel ist eine Schleusenanlage des Rhein-Herne-Kanals (RHK) im Stadtteil Wanne der Stadt Herne. Derzeit steht nur die neue Südschleuse der Schifffahrt zur Verfügung, um Binnenschiffe der Kategorie Vb über die Fallhöhe von 8,40 Meter zu schleusen. Die alte und kleinere Nordkammer ist trotz Sanierungsmaßnahmen seit 2003 geschlossen und soll neu gebaut werden. Zur Kanalstufe gehört auch ein Pumpwerk zur Wasserhaltung im Rhein-Herne-Kanal.

## Lage
Der Rhein-Herne-Kanal verläuft rund zwei Kilometer nördlich des Stadtzentrums von Herne in Ost-West-Richtung. In der Aufstiegsrichtung vom Rhein her ist die Anlage die vierte der fünf Kanalstufen des RHK und die zweite auf dem Stadtgebiet von Herne. Die obere Haltung reicht sechs Kilometer nach Osten bis zur Schleuse Herne-Ost und berührt den Stadthafen Recklinghausen. Die untere Haltung erstreckt sich vorbei am Hafen Grimberg mit der imposanten Brücke der Grimberger Sichel bis zur Schleuse Gelsenkirchen, die acht Kilometer westlich liegt. Nördlich der Schleusengruppe liegt der Landschaftspark Hoheward, dessen hohe Bergehalde zwei weithin sichtbare Ringe trägt.
Zuständige Behörde für den Betrieb und die Unterhaltung der Schleusenanlage ist seit dem 26. November 2020 das Wasserstraßen- und Schifffahrtsamt Westdeutsche Kanäle.

## Geschichte
Mit dem Bau des RHK waren zwischen 1906 und 1914 zwei Schleusen in Wanne-Eickel errichtet worden. Über die beiden Schleusenkammern mit jeweils 10 m Breite und der nutzbaren Länge von 163 m konnten zwei der damals vorherrschenden Schleppkähne vom Rheine-Herne-Kanal-Typ (80 m Länge, 9,5 m Breite, Tiefgang 2,5 m) die Fallstufe überwinden. Beim Streckenausbau des Kanals und Ertüchtigungsmaßnahmen zur Kategorie Vb wurde die Südschleuse 1994 neu errichtet und besitzt heute eine nutzbare Kammerlänge von 190 m. Mit der Breite von 12 m ist sie damit auf die Bedürfnisse der heutigen Binnenschifffahrt ausgerichtet, sodass Schubverbände mit zwei Leichtern und übergroße Motorgüterschiffe gehoben bzw. gesenkt werden können.
Aufgrund von Sanierungsmaßnahmen in den Jahren 1965 und 1983 war die Nordschleuse noch lange Zeit in einem guten Zustand, weshalb ein Neubau aus Kostengründen zurückgestellt wurde. Daher ist die Nordkammer bis heute in ihrer ursprünglichen Größe erhalten und konnte während des Baus oder im Falle einer Sperrung der Südkammer stets als Ersatzschleuse genutzt werden. Aufgrund schwerwiegender Schäden musste sie ab 2003 dauerhaft gesperrt werden. Da die Schleuse für Schiffe der Europaschiffsklasse II zu klein ist, ist ein Neubau unerlässlich. Seit 2020 betreibt die WSV ein Planfeststellungsverfahren zum Neubau der Nordkammer mit den gleichen Abmessungen wie die Südkammer.
Die Schleusengruppe Wanne-Eickel ist Teil zweier Themenrouten der Route der Industriekultur: Erzbahn-Emscherbruch und Kanäle und Schifffahrt.

## Nächste Schleusen
| Rhein-Herne-Kanal      |                        |                       |                        |                    |
| Kanal                  | untere Haltung         | Schleuse Wanne-Eickel | obere Haltung          | Kanal              |
| km 23,3                | 7,9 km ← Westen        | km 31,2               | 5,9 km → Osten         | km 37,1            |
|                        |                        | Hubhöhe 8,40 m        | Wasserstand: 43,7 m NN | Schleuse Herne-Ost |
| Schleuse Gelsenkirchen | Wasserstand: 35,3 m NN | Hubhöhe 8,40 m        |                        |                    |

aktuelle Wasserstände siehe: Im Regelfall stehen die Schleusen in einem 24-h-Betrieb.

## Galerie

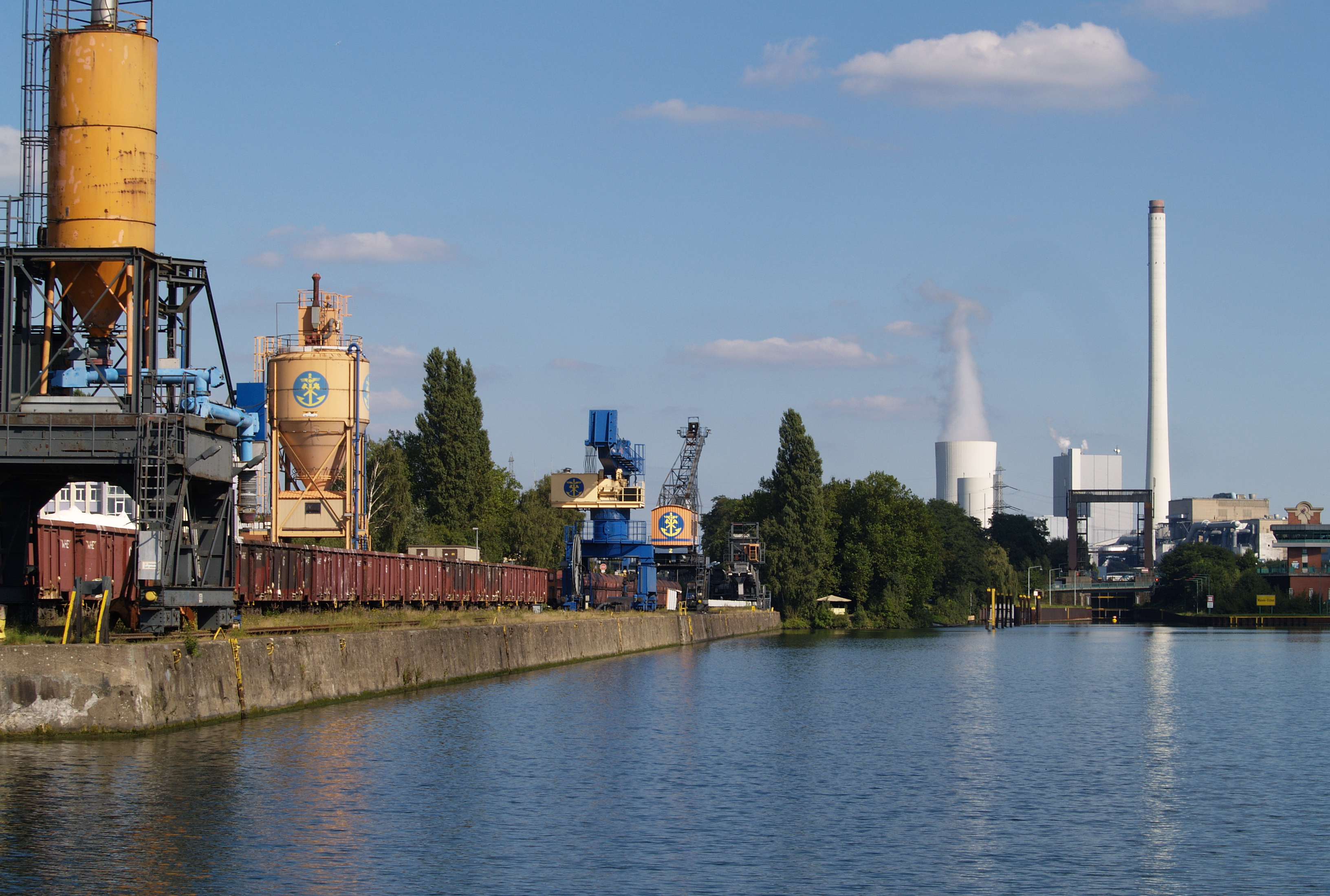
Links Kaimauer und Verladeanlagen der Wanne-Herner Eisenbahn und Hafen, dahinter die nördliche Schleuse.
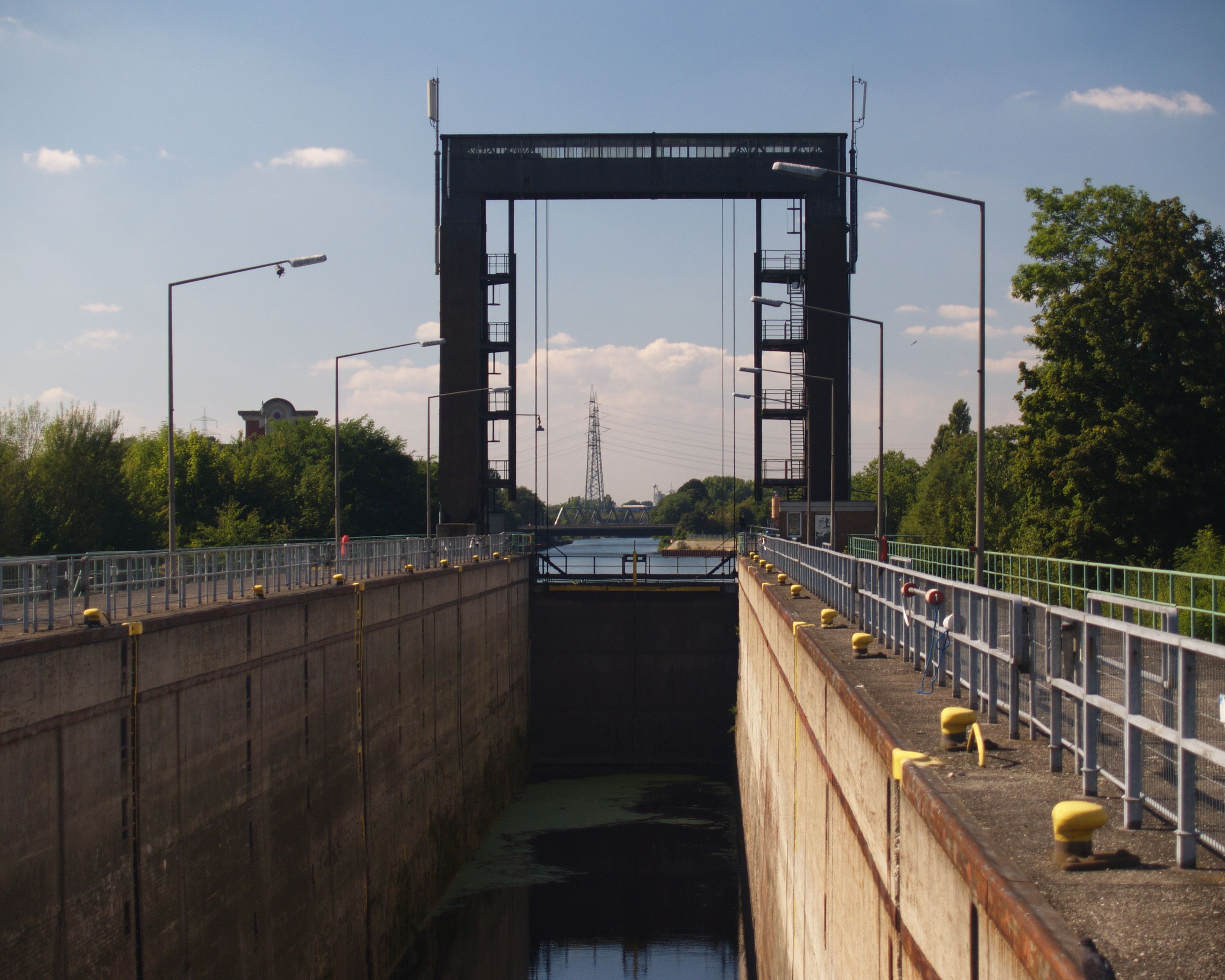
Die stillgelegte nördliche Schleuse mit dem Gestell für die Führung des Hubtores zum Unterwasser
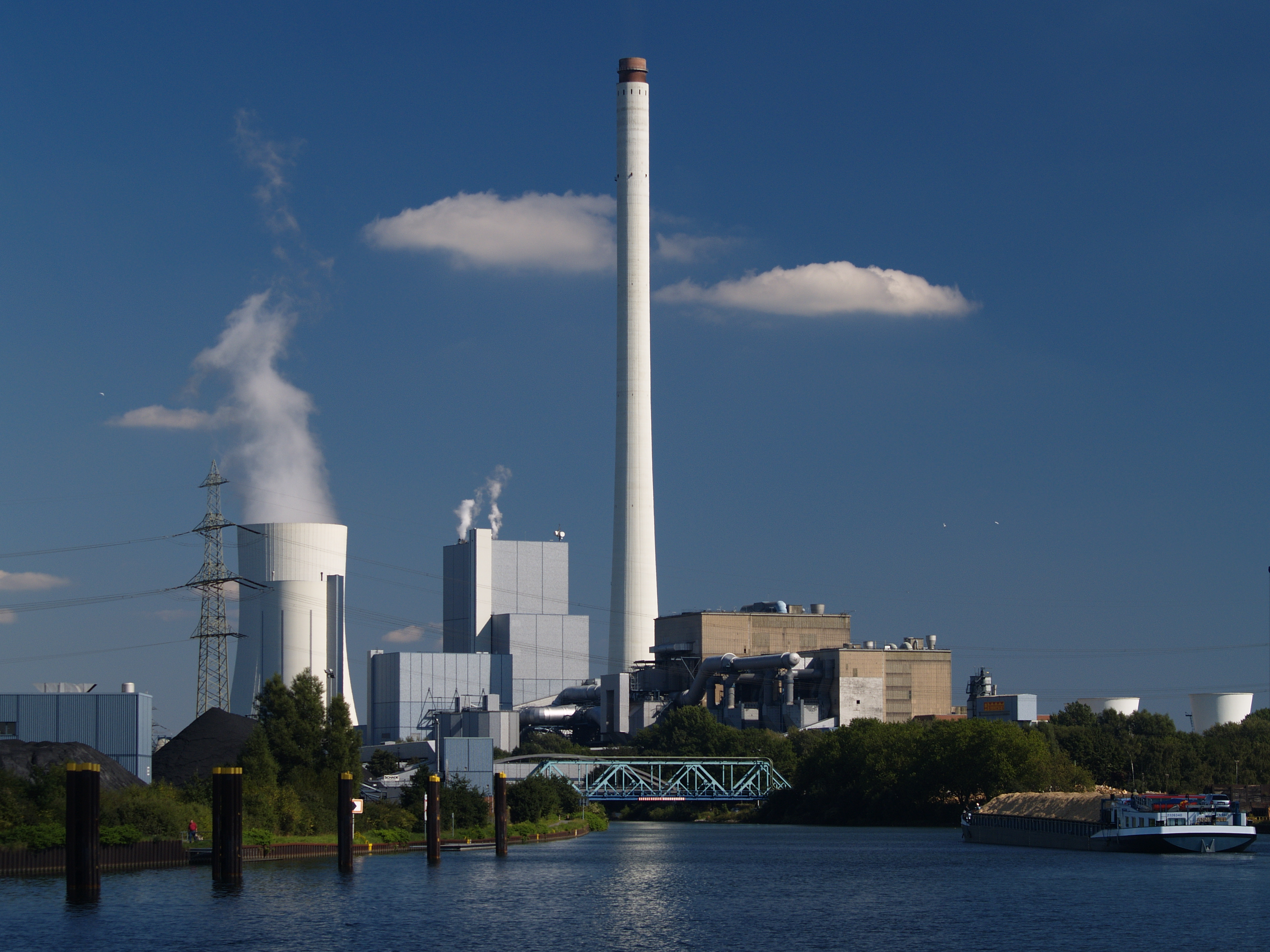
Oberwasser der Anlage, rechts ein Frachter mit Holzschnitzeln, im Hintergrund das Steinkohlekraftwerk Herne-Baukau
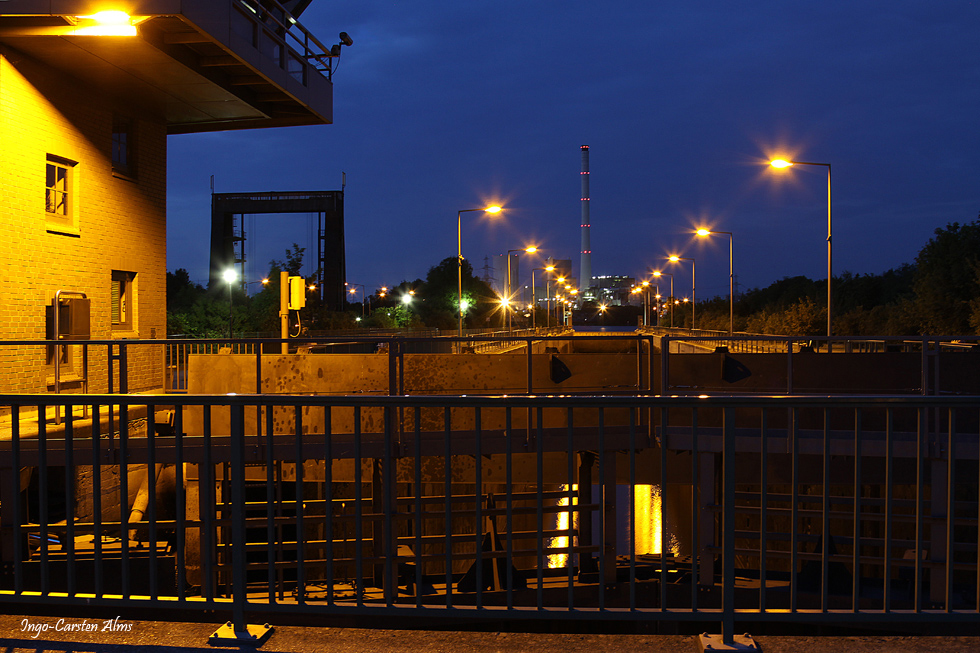
Nachtaufnahme und Langzeitbelichtung der Anlage mit Blick auf das Steinkohlekraftwerk.